# Солтам
Солтам (Soltam Systems Ltd.) — израильская компания, производитель артиллерийского вооружения, миномётов и артиллерийских боеприпасов.
Создана в 1950 году в форме совместного предприятия израильской корпорации «Солель-Боне» (Solel Boneh Ltd.) и компании «Salgad» — отделением финской оружейной фирмы «Тампелла» (Tampella) по выпуску миномётов.
Впоследствии финны вышли из дела, но название сохранилось. В период 1980-1985 гг., компания насчитывала 1500 штатных работников.
Корпорация «Солтам» является основным производителем и разработчиком артиллерийско-миномётных систем и боеприпасов для армии Израиля, она также занимается модернизацией артиллерийских систем, участвует в НИОКР и программах по перевооружению по всему миру.
До 2001 года компания также выпускала кухонные принадлежности (в частности, посуду), однако не выдержала конкуренцию в этом сегменте на израильском рынке со стороны турецких и китайских экспортёров и производство закрыто.
По состоянию на декабрь 2008 года, штатная численность сотрудников компании составляла 400 человек, однако после проведенного сокращения, к марту 2009 года их количество уменьшилось до 350 человек.
В 2010 году была куплена компанией «Elbit Systems».

## Местонахождение
Завод по производству артиллерийского вооружения и боеприпасов расположен в городе Йокнеам, в 20 км к юго-востоку от г. Хайфа.

## Продукция, товары и разработки

### Миномёты

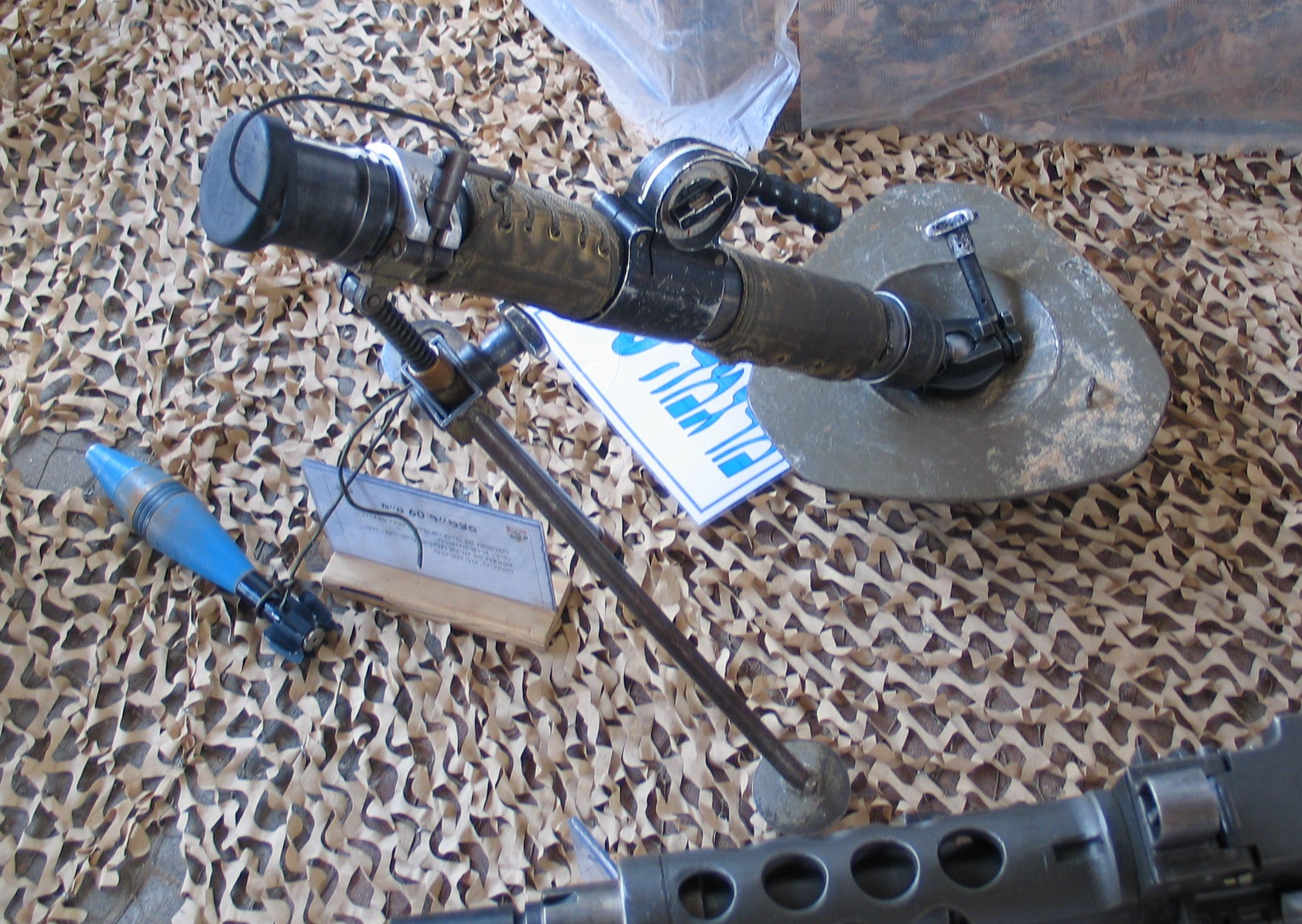
60-мм миномет «Soltam»

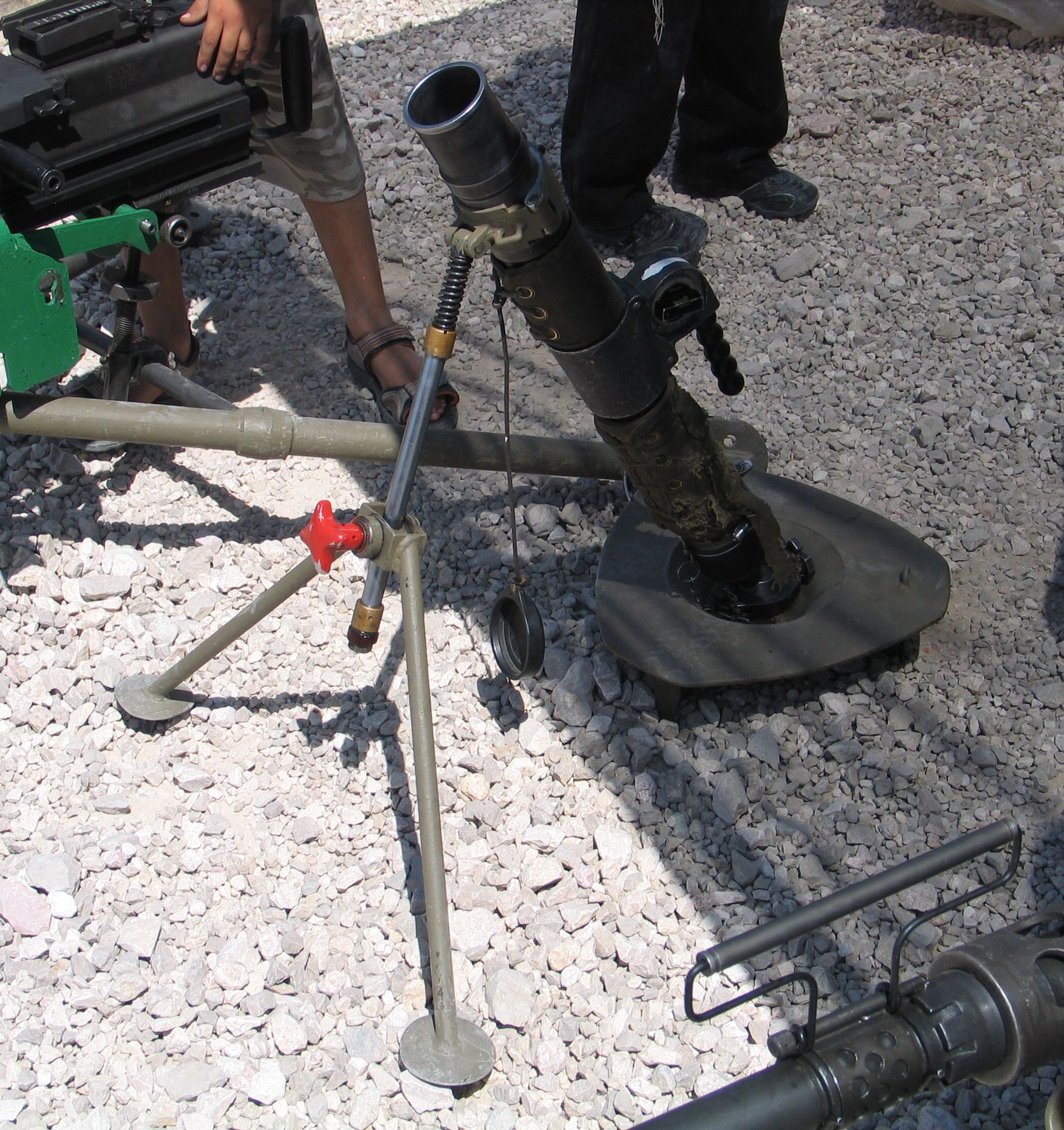

Компания выпускает 60-, 81-, 120- и 160-мм миномёты различных моделей и модификаций:
- 52-мм миномёт: вес в боевом положении 7,9 кг; вес мины — 1,09 кг; начальная скорость мины — 78 м/с; максимальная дальность стрельбы — 480 м[9].
- 60-мм миномёт «тип B»: вес в боевом положении 17,5 кг; вес мины — 1,54 кг; максимальная дальность стрельбы — 2,5 км[9].
- 81-мм миномёт M64: вес в боевом положении 37 кг; вес мины — 4,0 кг; начальная скорость мины — 260 м/с; максимальная дальность стрельбы — 4,6 км[9].
- 120-мм миномёт Soltam M-65: вес в боевом положении 365 кг; вес мины — 12,9 кг; начальная скорость мины — 310 м/с; максимальная дальность стрельбы — 6,2 км[9].
- 120-мм миномёт Soltam K6
- 160-мм миномёт Soltam M-66

### Артиллерийские системы
- 155-мм буксируемая гаубица Soltam M-68
- 155-мм буксируемая гаубица Soltam M-71
- 155-мм буксируемая гаубица Model 845R
- 155-мм самоходная артиллерийская установка «Rascal» на гусеничном шасси
- 155-мм самоходная гаубица ATMOS 2000 на шасси грузовика «Tatra»
- 155-мм буксируемая гаубица ATHOS 2025[10]

### Самоходные орудия и миномёты
- 81-мм самоходный миномёт на шасси бронетранспортёра M3[9]
- 120-мм самоходный миномёт «Кешет» на шасси бронетранспортёра M113[9]
- 120-мм минометная система передовой линии «ADAMS» (Advanced Deployable Autonomous Mortar System): представляет собой 120-мм безоткатный миномёт «CARDOM», оборудованный системой управления огнём компании «Элбит системз» (Elbit Systems Ltd.) на шасси автомашины HMMWV, грузовика «унимог» или бронетранспортера M1129 «страйкер»[11].
- 155-мм самоходная гаубица L33 «Ro’em» на шасси танка «шерман»[2], выпущено около 200 единиц[12].
- 155-мм самоходная гаубица L39 на шасси танка «шерман» (серийно не производилась)
- 155-мм самоходная гаубица M72 на шасси танка «Центурион»[2]
- 160-мм самоходный миномёт «Makmat» на шасси танка «шерман»
- 155-мм самоходная гаубица «Sholef» на шасси танка «Меркава» (серийно не производилась).

### Реактивная система залпового огня
- Реактивная система залпового огня (РСЗО) «Найза» производилась совместно с ПЗТМ (Петропавловский завод тяжелого машиностроение) для Казахстанской армии (ВС РК)

## НИОКР
- в начале 1980-х годов для 60-мм, 81-мм и 120-мм миномётов были разработаны осколочно-фугасные мины «Кофрам» с улучшенным осколочным действием за счет использования металлопластиковых корпусов с впрессованными в них готовыми поражающими элементами в виде стальных шариков[9].
- в 2006—2009 годы для вооружённых сил Казахстана были разработаны проекты[13]:
  - 120-мм самоходный миномёт «Айбат», который представляет собой модернизированный 120-мм миномёт 2Б11 (с израильской противооткатной системой и комплексом CARDOM) на шасси БТР-70 и МТ-ЛБ.
  - 122-мм самоходная гаубица «Семсер» («меч»), которая представляла собой модернизированное 122-мм орудие Д-30 на шасси грузовика КАМАЗ-63502.
  - система РСЗО «Найза» («копьё»), которая представляла собой модернизацию 122-мм реактивной системы залпового огня БМ-21 «Град» на шасси КАМАЗ-63502 с автоматической системой управления и командования С2.

Контракты с Министерством обороны Казахстана общей суммой около 190 млн долларов были заключены в 2007 году, впоследствии армия Казахстана получила три батареи самоходных минометов «Айбат», один дивизион самоходных гаубиц «Семсер» и один дивизион РСЗО «Найза». Впоследствии, в ходе опытной эксплуатации образцов техники были выявлены определённые конструктивные недостатки и сотрудничество было прекращено.